# Apatania theischingerorum
Apatania theischingerorum is een schietmot uit de familie Apataniidae. De soort komt voor in het Palearctisch gebied.